# Andronic de Rodes
Andronic de Rodes (grec antic: Ἀνδρόνικος, llatí: Andronicus) fou un filòsof peripatètic considerat el desè dels successors d'Aristòtil i cap de l'escola peripatètica de Roma aproximadament l'any 58 aC. Es va formar en l'ambient cultural de la seva ciutat, conegut centre d'estudis aristotèlics, i va dirigir l'escola aristotèlica de l'any 78 aC al 47 aC. Fou mestre de Boet Sidoni, amb qui va estudiar Estrabó. Gràcies a Andronic, tal com explica Plutarc, es va conservar el Corpus Aristotelicum, recollit primer per Apel·licont i portat després a Roma per Sul·la com a botí de guerra.

A partir d'una acurada selecció d'originals per part del gramàtic i bibliotecari Tiranió, va realitzar la primera edició crítica completa de les obres d'Aristòtil, ordenant-les en un esquema rígid i sistemàtic que correspon aproximadament a l'ordre actual.

Com a introducció a la seva edició, Andronic va escriure un volum que contenia el testament d'Aristòtil i, potser, la seva biografia. Va elaborar, a més, el catàleg de tots els escrits aristotèlics. A ell se li deu la famosa divisió entre escrits exotèrics i esotèrics, amb la consegüent llegenda de la doble doctrina, i també el nom dels llibres de Metafísica: els que van després de la física. Cap d'aquestes obres s'ha conservat, perquè el llibre Ètica a Nicòmac, l'edició del qual li és atribuïda, segurament va ser feta per un autor posterior. També va fer l'edició crítica de Teofrast.

## Origen etimològic de la metafísica
Fou el primer a emprar el nom metafísica per designar a la filosofia inicial d'Aristòtil. Quan l'obra d'Aristòtil va caure en mans d'Andronic, va trobar una sèrie d'escrits sobre una filosofia primera que estaven mancades d'un títol explícit. Andronic els va donar el títol de metafísica, τἁ μετà τἁ φυσικά (literalment, els que estan després de la Física), perquè venien després dels vuit llibres de Física; després, el mot va prendre el significat actual pel fet que en aquest llibre es parlava de coses més enllà de la naturalesa.